# وي ميوزيك
وي ميوزيك (بالإنجليزية: Wii Music)، هي لعبة فيديو يابانية، من تطوير ستوديو نينتندو إنترتينمنت أنالسيس أند دفيلوبمنت، ومن نشر شركة نينتندو، صدرت اللعبة في السوق سنة 2008، حيث تعمل اللعبة لمنصة وي الحصرية.